# HK Martin
HK Martin byl klub ledního hokeje, který sídlil ve slovenském městě Martin.

## Historie
Klubový hokej v Martině má bohatou historii, avšak klub MHC Martin, který mnoho let působil v nejvyšší soutěži před sezonou 2017/18 zkrachoval a zanikl. S podporou města Martin vznikl nový mužský seniorský klub, který v sezoně 2017/18 působil pod záštitou ženské hokejové organizace MHK Martin v 2. hokejové lize, tedy nejnižší seniorské soutěži na Slovensku. Hned v první sezoně vybojoval jako poražený finalista postup do 1. hokejové ligy. Vybojovaná licence pro start v 1. lize byla následně převedena na nově vzniklý klub HK Martin.
Tým pro 1. ligu byl složený zejména z odchovanců. Ve své první sezoně skončil HK Martin v základní části na druhém místě za Duklou Michalovce. Tyto dva týmy se následně setkaly i ve finále. Michalovce zvítězily 4:3 na zápasy. HK Martin tak obsadil v soutěži celkové druhé místo. 
Od své první sezony obsadil Martin druhé místo ještě jednou, a to v sezoně 2021/22 a jednou třetí místo v sezoně 2020/21.